# Théâtre Georges Brassens

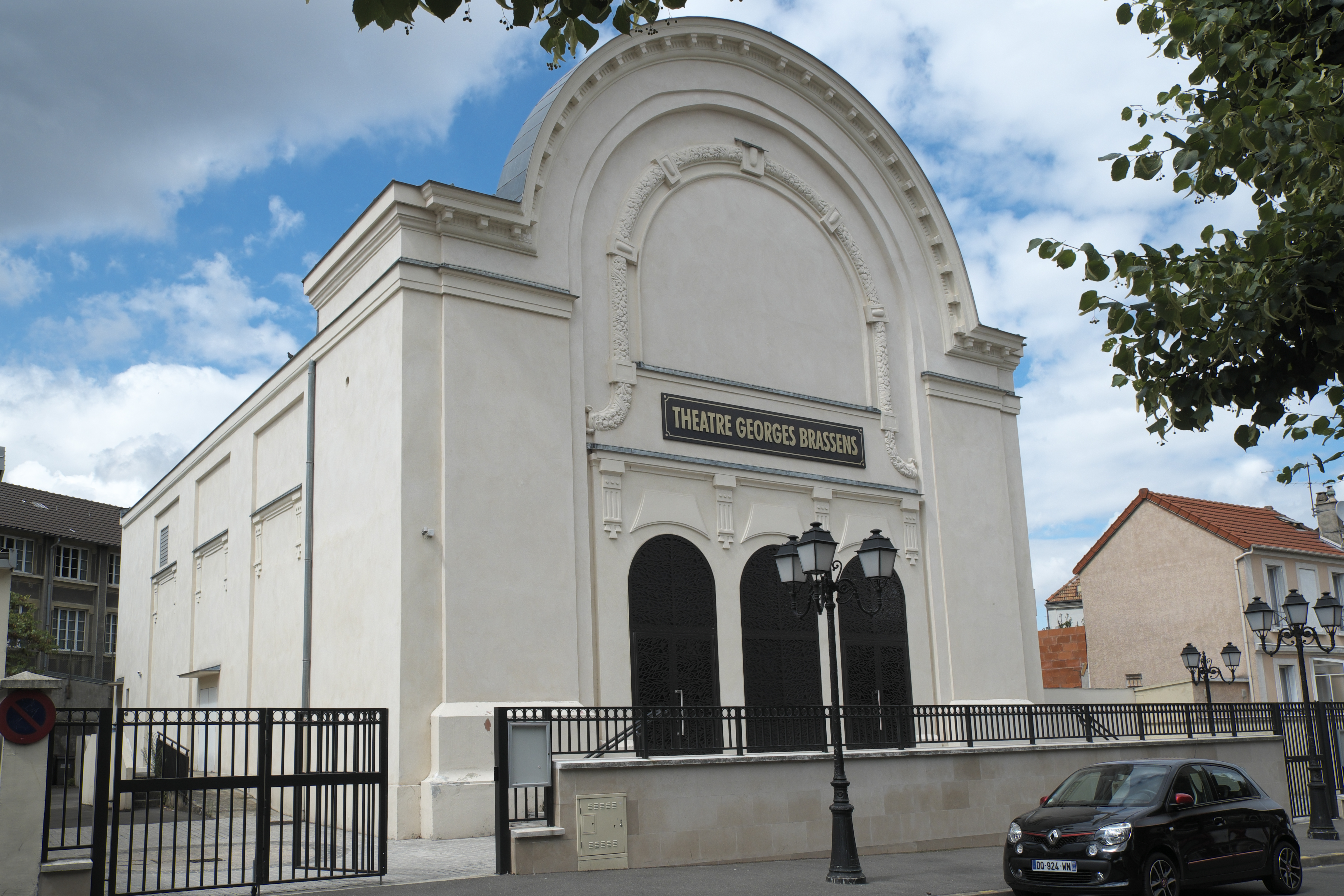
Théâtre Georges Brassens in Villemomble

Das Théâtre Georges Brassens in Villemomble, einer französischen Stadt im Département Seine-Saint-Denis in der Region Île-de-France, wurde 1903 errichtet. Das Gebäude mit der Adresse 9, avenue Detouche wurde in den letzten Jahren umfassend renoviert.
Das heute als Theater- und Konzertsaal genutzte Gebäude wurde ursprünglich als Festsaal (salle des fêtes) von der Gemeinde errichtet.